# Milícia Catalana
Milícia Catalana fou una organització armada d'ultra dreta que va actuar a Catalunya des del 1985 i fins a principis de la dècada de 1990. La irrupció d'aquest grup s'intenta explicar per l'aparició de manera paral·lela a l'Estat espanyol d'altres grups violents de caràcter dretà i nacionalista espanyol que perseguien que la reinstauració de la democràcia no suposés un auge irreversible dels moviments independentistes i socialistes.
En certa manera Milícia Catalana cercà jugar amb relació a Terra Lliure un paper similar al del Batallón Vasco Español (BVE) davant d'ETA amb la finalitat de contrarestar la lluita armada de tall independentista i desgastar aquests moviments polítics.
Amb tot, els objectius terroristes d'aquest grup eren fonamentalment els locals de partits i associacions relacionades amb l'independentisme català (especialment de l'MDT o Moviment de Defensa de la Terra, l'expressió política més notòria de l'independentisme català extraparlamentari); però també van ser objecte dels seus atacs algunes clíniques on es practicaven avortaments (l'any 1989, la Clínica Dexeus va patir desperfectes a la façana per una explosió atribuïda a Milícia Catalana), bars gays i bars de top-less. De la mateixa manera, van patir les amenaces i la intimidació d'aquest grup col·lectius d'esquerra alternativa i aquells que satiritzaven amb el catolicisme, com és el cas d'Els Joglars, una coneguda companyia de teatre.
Aquesta preferència per determinats blancs (centres catalanistes, clíniques avortistes, etc.) s'explica per la ideologia de la qual bevia Milícia Catalana. Tot i les informacions que apuntaven que aquesta organització va rebre el suport i impuls de les forces de seguretat espanyoles (l'independentisme català així ho ha denunciat en algunes ocasions), Milícia Catalana distava de ser un grup despolititzat. De fet, tant aquest grup armat com el partit que l'ha succeït, el Moviment Patriòtic Català, tenien les següents idees-força: unitat d'Espanya; respecte per la catalanitat sempre deslligada del dret dels Països Catalans a tenir un estat independent així com subordinada a la idea de nació espanyola; defensa del catolicisme com a única religió vertadera; vigència de la moral catòlica tradicional a l'hora de legislar i organitzar la societat.
Un dels dirigents de MC, Carlos Francisoud Araguas, condemnat a 8 anys i mig de presó per associació il·lícita i atemptat l'any 1997, fou després dirigent de l'ultradretà Moviment Patriòtic Català i cap de llista per Badalona del partit polític xenòfob Plataforma per Catalunya a les eleccions municipals catalanes del 2011.
Avui en dia, Milícia Catalana ja no actua malgrat no haver-se declarat com a dissolta. Pel que fa al record d'aquest nom en l'actualitat, hi ha un consens general a l'hora de constatar-ne un gran desconeixement per part de la ciutadania catalana, realitat que contrasta amb el fet que la ja desapareguda Terra Lliure hagi aconseguit fer-se un lloc en l'imaginari col·lectiu de gran part de la societat i especialment dels sectors més catalanistes.